# Albert Caraco
Albert Caraco (Constantinopla, 8 de julio de 1919 - París, 7 de septiembre de 1971) fue un escritor y filósofo judío sefardí de nacionalidad francouruguaya.

## Biografía
Caraco provenía de una familia sefardí instalada en Turquía desde hacía cuatro siglos y publicó una obra voluminosa juzgada a menudo como nihilista y pesimista, de manera tal que se la ha comparado con la de Émile Cioran.
Tras haber viajado a Praga, Berlín, Viena y París, su familia se refugió en Sudamérica a causa de la Segunda Guerra Mundial. Allí el futuro escritor recibió una educación católica y su familia adoptó la nacionalidad uruguaya, que guardará Caraco hasta el fin de sus días. Volvió a Francia finalizada la guerra y en 1963 murió su madre, lo que impulsó la escritura de su obra Post Mortem. En septiembre de 1971 murió su padre y pudo al fin suicidarse.
Fue un autor prolífico pero ignorado por el gran público, quizá por la negrura de sus escritos y su filosofía, ciertamente depresiva. Una editorial suiza, L'Âge D'Homme, está publicando sus Obras completas. Hablaba y escribía corrientemente cuatro idiomas, francés, alemán, inglés y español y, aunque sus escritos estaban por lo general redactados en francés, no es raro encontrar en ellos bastantes frases, párrafos y páginas enteras en otros idiomas.

## Obras

### Literatura
- Inés de Castro, Les Martyrs de Cordoue, Bel-Air, Río de Janeiro, 1941
- Le Cycle de Jeanne d’Arc, suivi d’un choix de Poésies, Editorial Argentina Aristide Quillet, Buenos Aires, 1942
- Le Mystère d'Eusèbe, Aristide Quillet, Buenos Aires, 1942
- Contes, Retour de Xerxès, Aristide Quillet, Buenos Aires, 1943
- Le livre des combats de l’âme, E. de Boccard, París, 1949 (Premio Edgar Poe 1950, otorgado por la Maison de Poésie)
- Les races et les classes, L'Âge d'Homme, Lausanne, 1967
- Post Mortem, L'Âge d'Homme, coll. « La Merveilleuse Collection », Lausanne, 1968
  - Reedición: Madame Mère est morte, Lettres Vives, París
- L’ordre et le sexe, L'Âge d'Homme, Lausanne, 1970
- Obéissance ou servitude, L'Âge d'Homme, Lausanne, 1974
- Ma confession, L'Âge d'Homme, Lausanne, 1975
- Supplément à la Psychopathia Sexualis, L'Âge d'Homme, coll. « Le Bruit du Temps », Lausanne, 1983
- Simples remarques sur la France, L'Âge d'Homme, Lausanne, 1975
- La France baroque, L'Âge d'Homme, Lausanne, 1975
- L'homme de lettres, L'Âge d'Homme, Lausanne, 1976
- Écrits sur la religion, L'Âge d'Homme, Lausanne, 1984
- Le semainier de l'agonie suivi de Post Mortem, L'Âge d'Homme, Lausanne, 1985
- Abécédaire de Martin-Bâton, L'Âge d'Homme, coll. « La Fronde », Lausanne, 1994
- Semainier de l'incertitude, L'Âge d'Homme, Lausanne, 1994
- Bréviaire du chaos, L'Âge d'Homme, coll. « Amers », Lausanne, 1999
- Semainier de l’an 1969 : du 10 mars au 27 juillet, L'Âge d'Homme, Lausanne, 2001
- Journal de l'Emmuré, L'Âge d'Homme, Lausanne, 2010

### Filosofía
- L'école des intransigeants, Nagel, París, 1952
- Le désirable et le sublime, La Baconnière, Neuchâtel, 1953
- Foi, valeur et besoin, E. de Boccard, París 1957
- Apologie d'Israël. Tome 1: Plaidoyer pour les indéfendables, Librairie Fischbacher, París, 1957
- Apologie d'Israël. Tome 2: La marche à travers les ruines, Librairie Fischbacher, París, 1957
- Huit essais sur le mal, La Baconnière, Neuchâtel, 1965
- L'art et les nations, La Baconnière, Neuchâtel, 1965
- Le tombeau de l'histoire, La Baconnière, Neuchâtel, 1966
- Le galant homme, La Baconnière, Neuchâtel, 1967
- Les races et les classes, L'Âge d'Homme, Lausanne, 1967
- La luxure et la mort, L'Âge d'Homme, Lausanne, 1968
- Essai sur les limites de l'esprit humain, L'Âge d'Homme, Lausanne, 1982